# Mazda MPV
Der Mazda MPV ist ein Pkw-Modell des japanischen Automobilherstellers Mazda, das von Herbst 1988 bis 2016 hergestellt wurde.
Ab Herbst 1994 wurde das Fahrzeug auch nach Europa und in die USA importiert, aber aufgrund stetig sinkender Verkaufszahlen im Sommer 2005 vom Markt genommen.
2016 stellte Mazda die Produktion des Vans ein.

## MPV (1988–1999)
Die erste Generation des MPV (Abkürzung für „Multi Purpose Vehicle“) kam Ende 1988 auf den japanischen sowie nordamerikanischen Markt.
Beim MPV handelte sich dabei um einen Großraumlimousine, die mit sieben Sitzen und anfangs vier Türen (drei seitliche inkl. einer Schiebetür rechts und die weit öffnende Heckklappe) ausgerüstet war. Als Motorisierung stand zunächst nur ein 3,0-Liter-Benziner mit 113 kW (154 PS) zur Verfügung, der auf einem 60°-Sechszylinder-Aggregat aus den 1960er-Jahren basiert und schon den Ford Capri sowie Granada antrieb.
Der in der Front eingebaute V6-Motor trieb den MPV an den Hinterrädern oder (nur in den USA) wahlweise an allen vier Rädern an und beschleunigte den Van in 12,6 Sekunden von null auf 100 km/h. Die Höchstgeschwindigkeit des Fahrzeuges lag bei 170 km/h.
Der Wagen wurde nur mit einer Vierstufen-Automatik ausgeliefert, was bei der kantigen Form und einem Leergewicht von rund 1,8 Tonnen einen durchschnittlichen Verbrauch von bis zu 13,9 Litern/100 km zur Folge hatte.

### Modellpflege
Mit einer im Oktober 1994 erfolgten dezenten Modellpflege (anderes Mazda-Logo an Front wie Heck) wurde der MPV nun auch auf den europäischen Märkten angeboten. Technisch hatte sich nichts am  Konzept geändert.
Im März 1996 nahm Mazda ein tiefgreifenderes Facelift am MPV vor. Die Außenlänge wuchs dabei um 20 Zentimeter auf 4,67 m an.
Wichtigste Neuerung war jedoch eine weitere Tür für die hinteren Plätze auf der Fahrerseite. Zudem wurde mit dem 85 kW (115 PS) leistenden 2,5 Liter-Turbodiesel ein weiterer Motor in das Programm aufgenommen. Sein Verbrauch lag bei durchschnittlich 9,3 l/100 km.
Der V6-Benziner wurde ebenfalls modernisiert. Er leistete zwar aufgrund schärferer Abgasnormen nur 109 kW (148 PS), war aber um etwa 100 kg leichter und konnte daher auch eine höhere Spitzengeschwindigkeit von 185 km/h erreichen. Das lag vor allem an der manuellen Fünfgang-Schaltung, die das antiquierte Automatikgetriebe ersetzte.
Mit dem CS wurde eine zweite Ausstattungslinie angeboten, die über zwei Einzelsitze in der zweiten Sitzreihe, Fondheizung, Klimaanlage und Leichtmetallräder verfügte. Auch die Basisversion enthielt nun Fahrer- und Beifahrerairbag sowie ein serienmäßiges ABS.
In Japan war das Modell mit einer hochwertigeren Ausstattung auch im Modellprogramm der Marke Ẽfini zu finden.
Zum Stichtag 1. Januar 2025 waren laut Kraftfahrtbundesamt in Deutschland noch 8 Mazda MPV der ersten Generation angemeldet (3 Fahrzeuge mit Benzin- und 5 mit Dieselmotor).

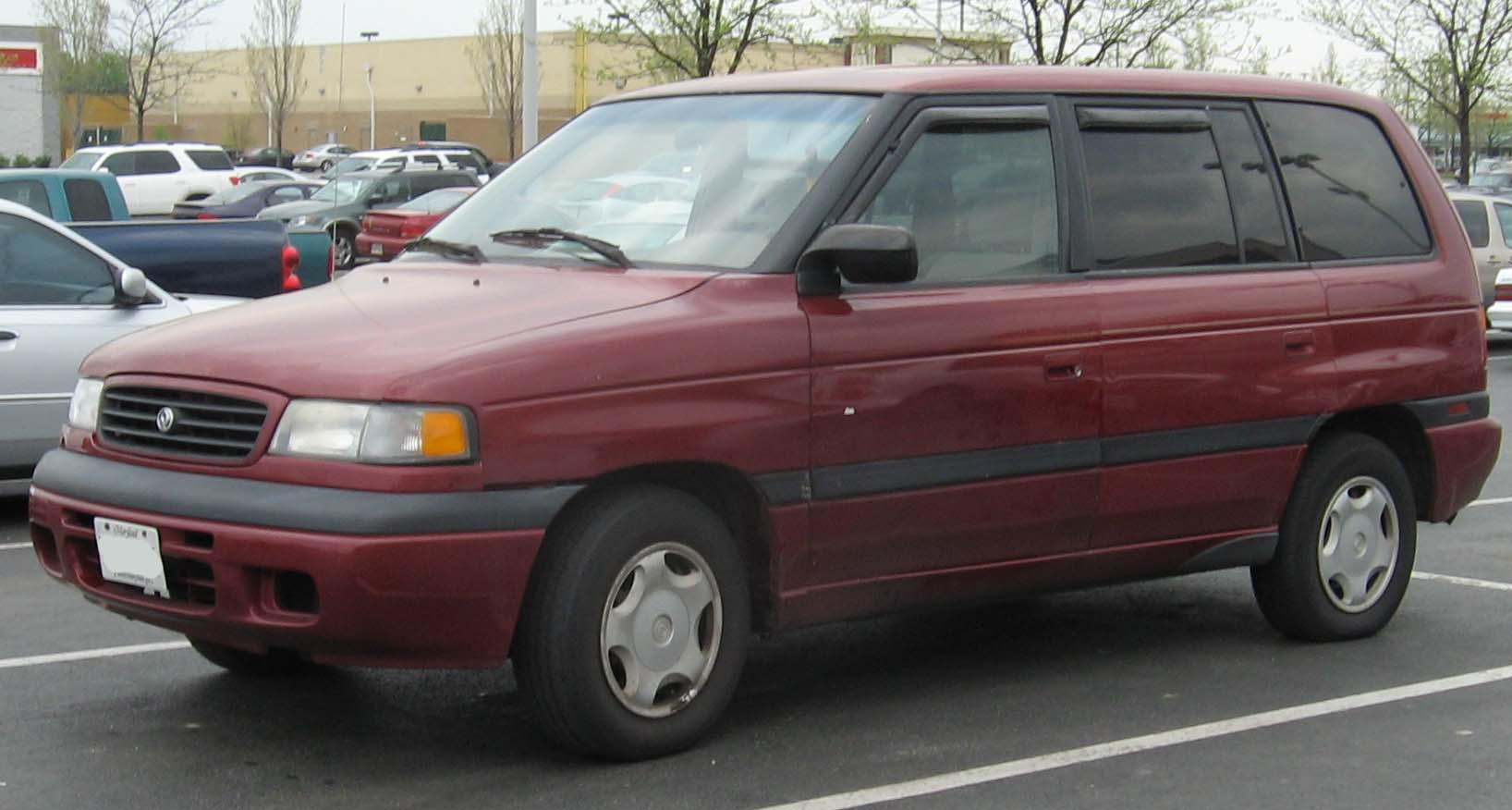
Mazda MPV (1994–1996)
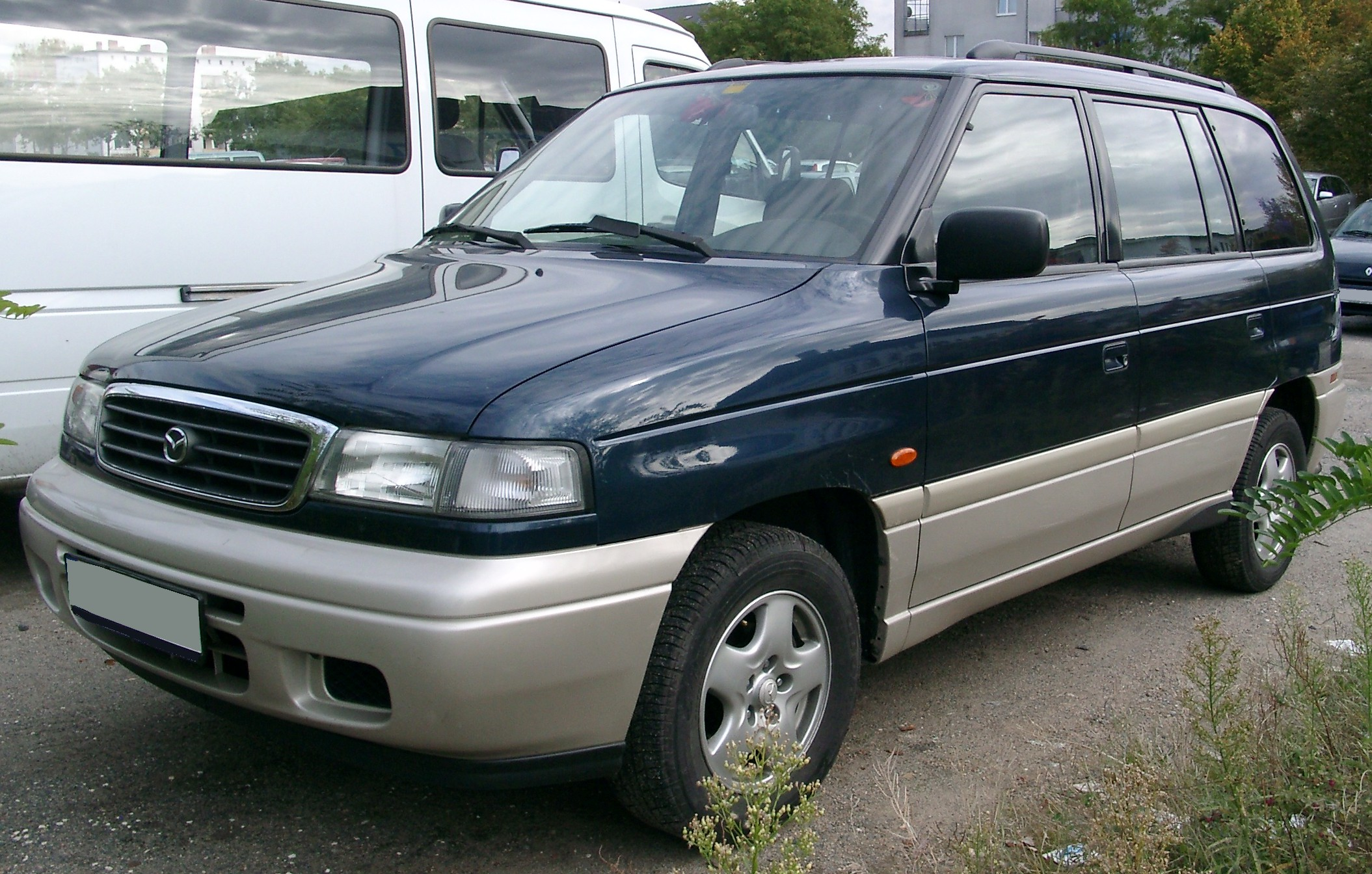
Mazda MPV (1996–1999)
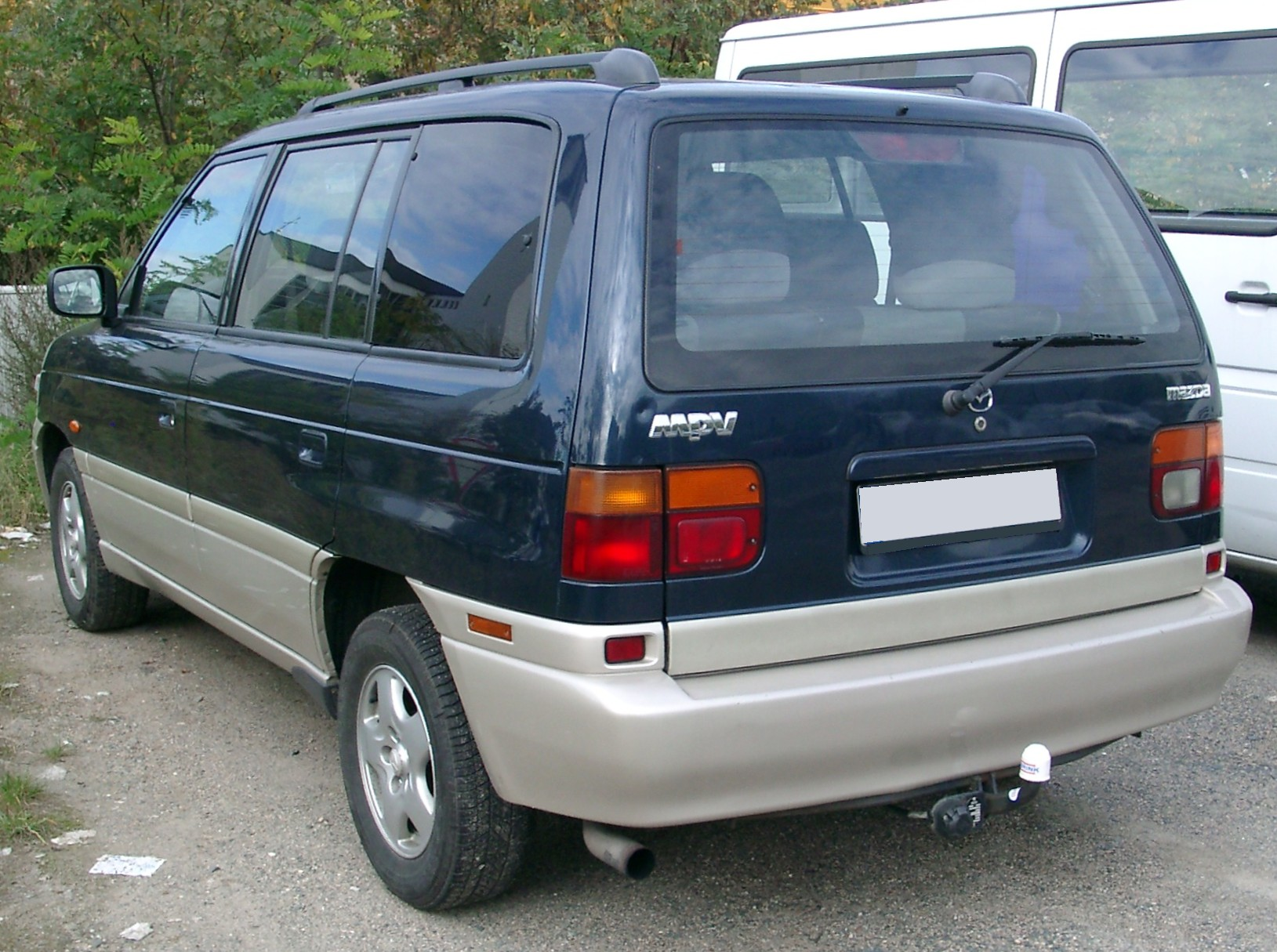
Heckansicht

## MPV (1999–2005)
Nach elf Jahren Bauzeit wurde im November 1999 die zweite Generation des MPV präsentiert.
Sie wuchs auf eine Gesamtlänge von 4,75 m, wobei sich Breite und Höhe kaum gegenüber der ab Frühjahr 1996 überarbeiteten ersten Generation veränderte. Hier standen zu Beginn jedoch nur fünf Sitze zur Verfügung. Er verfügte aber von vornherein über zwei Schiebetüren, um den Einstieg für die hinteren Fahrgäste zu erleichtern.
Zunächst wurde das Fahrzeug mit nur einem aus dem Mazda 626 stammenden Vierzylinder-Benziner verkauft, der einen Hubraum von zwei Litern hatte und 90 kW (122 PS) leistete. Seine Höchstgeschwindigkeit lag bei 180 km/h.
Es standen zwei Ausstattungslinien zur Wahl:
- Comfort (serienmäßig: ABS, Fahrer-/Beifahrerairbag, elektr. einstellbar und beheizbare Außenspiegel, Colorverglasung, Klimaanlage, Zentralverriegelung, elektr. Fensterheber, drei Einzelsitze hinten und Velourspolster)
- Exclusive (zusätzlich: Nebelscheinwerfer, Außentemperaturanzeige, Leichtmetallräder, farbige Seitenschutzleisten, Zusatzheizung hinten, ZV mit Fernbedienung, Lederlenkrad und Holzdekor)

### Modellpflege
Im Mai 2002 erschien ein optisch wie technisch modifizierter MPV auf dem Markt.
Die Front erhielt nun den bei vielen Modellen verwendeten Fünf-Punkt-Kühlergrill. Das Heck war an den leicht geänderten Leuchten zu erkennen. Ebenso wurden Fahrwerk und Interieur überarbeitet und die Sicherheit der Insassen wurde um zwei weitere Airbags hinten aufgewertet.
Eine Dachreling war nun ebenfalls serienmäßig mit an Bord genauso wie ein Lederlenkrad für die Ausstattungslinie Exclusive.
Unter der Haube tat sich auch einiges: der Antrieb wurde nun wahlweise von einem 2,3-l-MZR-Ottomotor mit 104 kW (141 PS) oder einem 2,0-l-MZR-CD-Dieselmotor mit 100 kW (136 PS) übernommen, da es dem 2,0-l-Vierzylinder an Durchzug mangelte, was am Fahrzeuggewicht des MPV lag.
Im März 2003 wurde auch wieder eine siebensitzige Variante in das Programm aufgenommen.

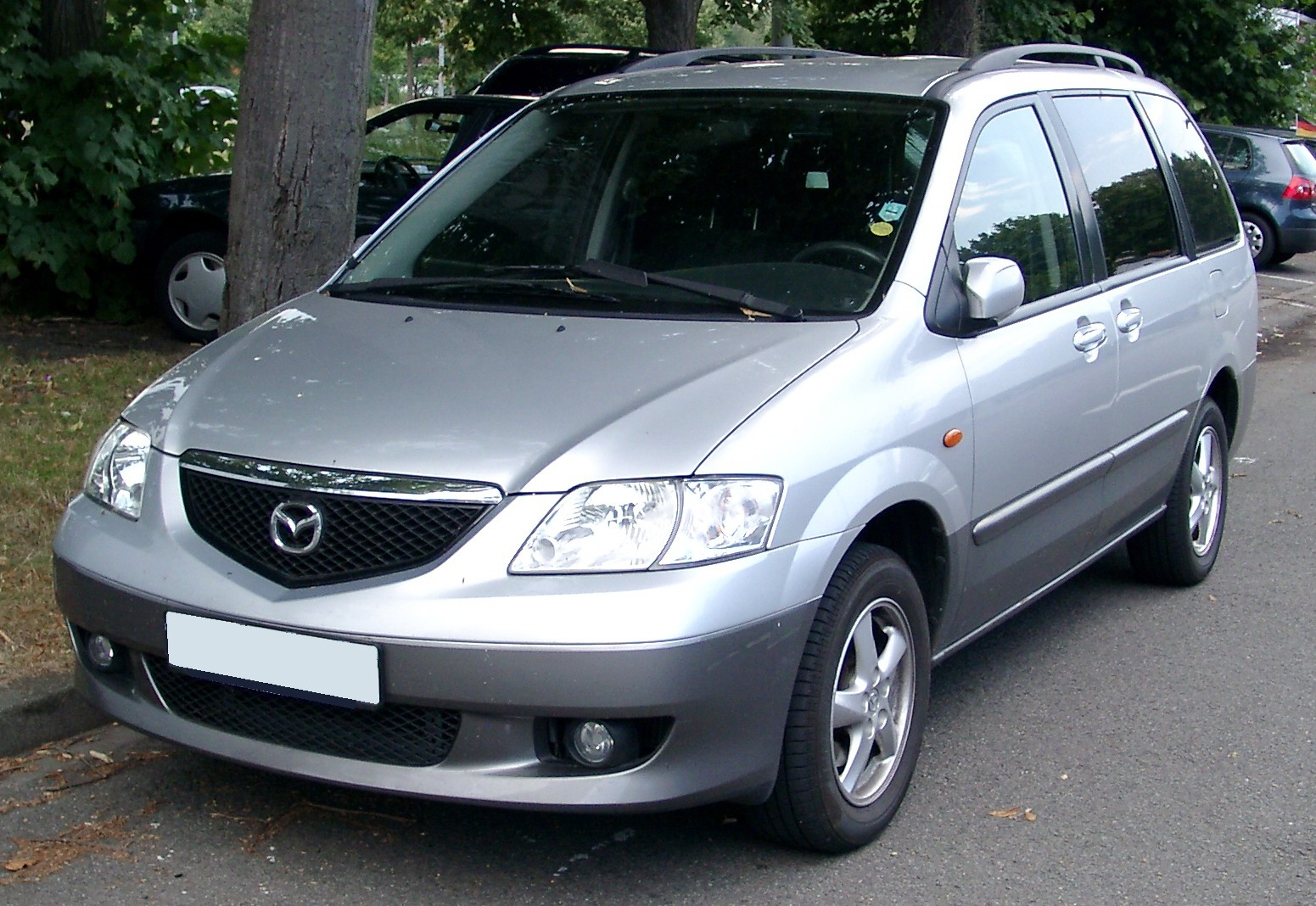
Mazda MPV (2002–2003)
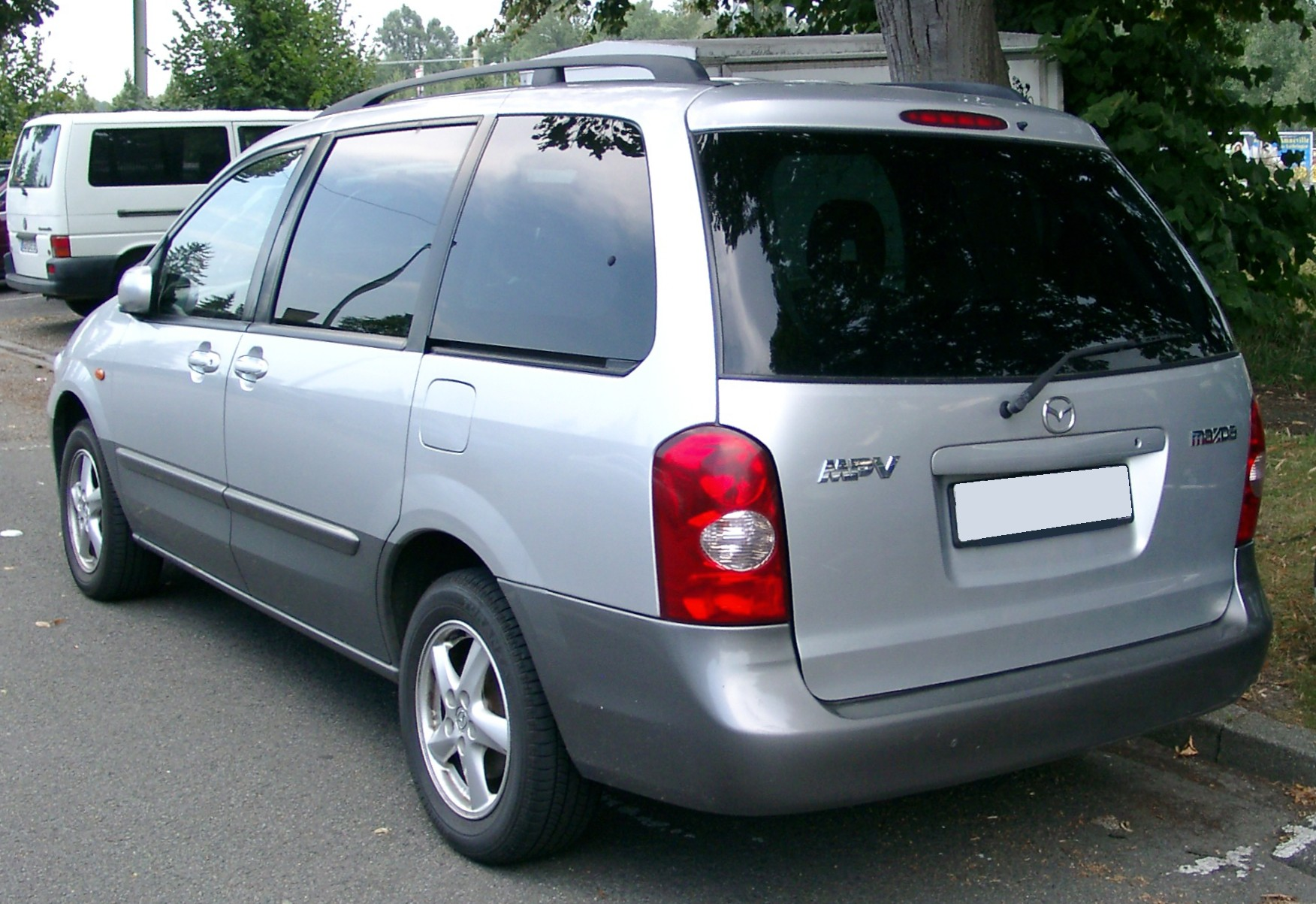
Heckansicht

Im November 2003 wurde dem MPV ein weiteres kleines Facelift zuteil, was an Scheinwerfern mit Klarglasoptik, geglätteten Stoßfängern und erneut modifizierten Heckleuchten zu erkennen war. Neue LM-Räder im 16"-Format und äußere wie innere Chromapplikationen waren weitere Merkmale dieser Modellpflege.
Zudem gab es auch hinten nun belüftete Scheibenbremsen. Ein Programm für die Fahrzeugstabilät (TCS) kam nun auch zum Einsatz.
Im Juni 2004 wurde der Siebensitzer wieder aus der Angebotsliste gestrichen.
Im Juli 2005 endete die Produktion der zweiten MPV-Generation.

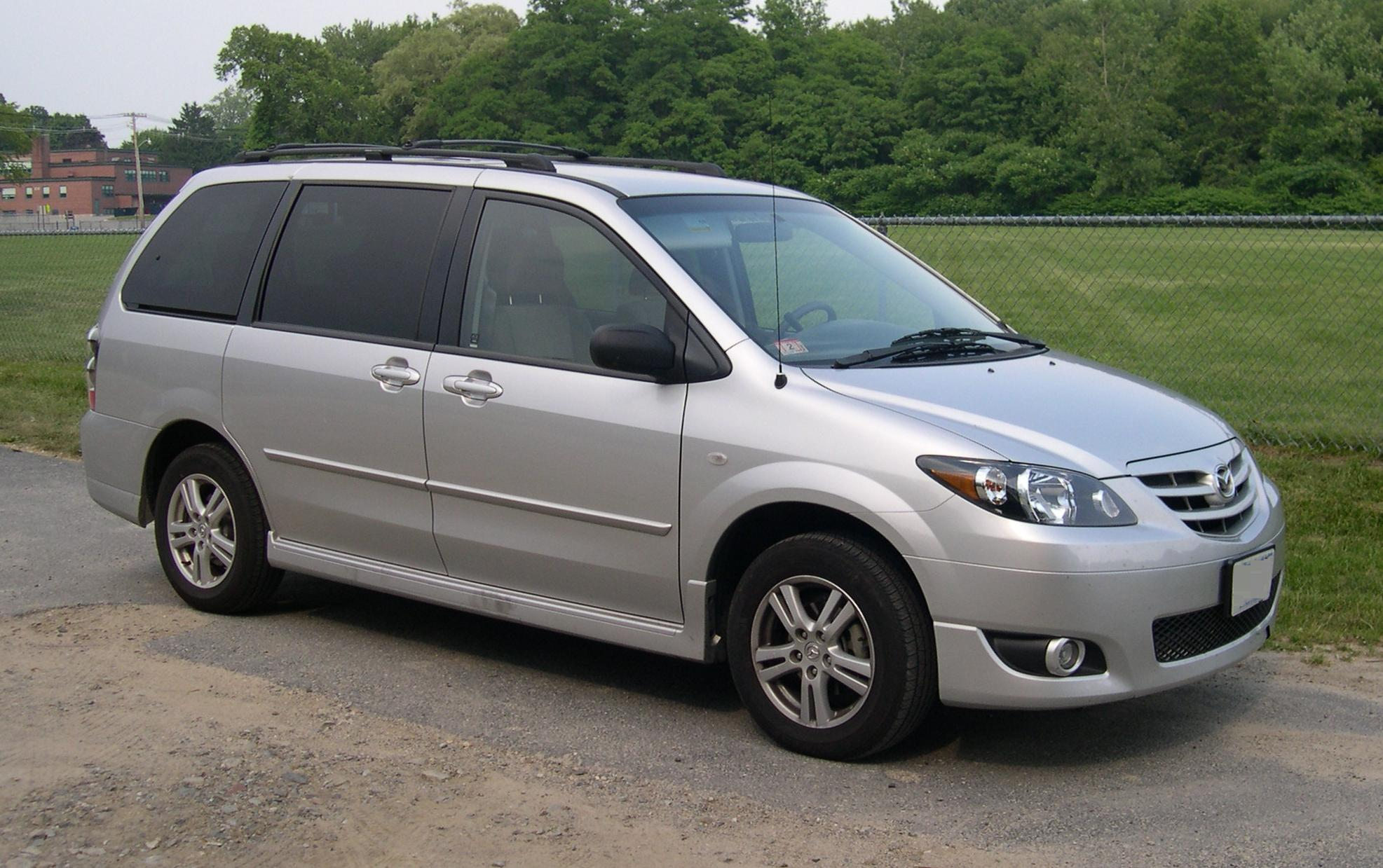
Mazda MPV (2003–2005)
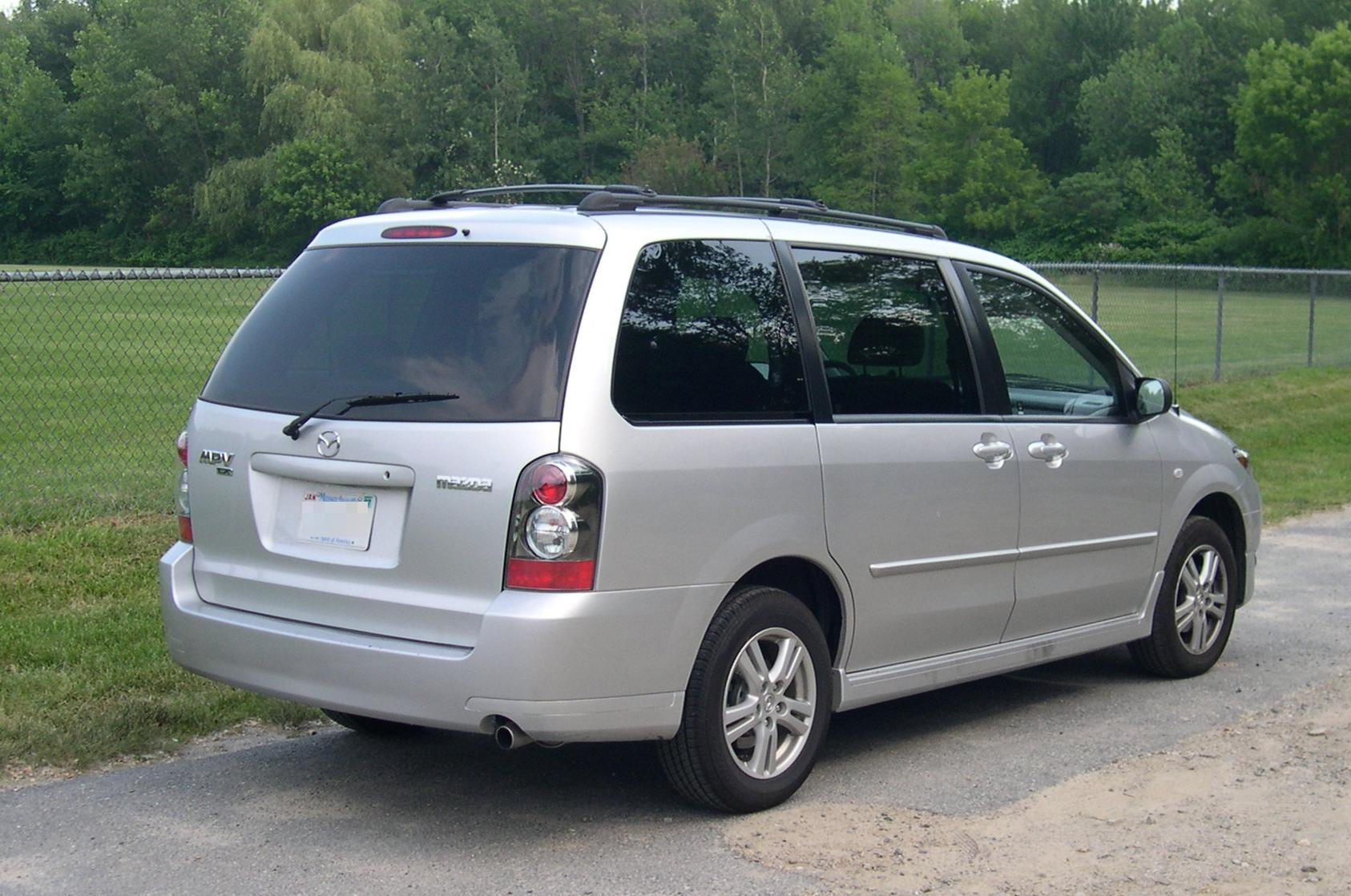
Heckansicht
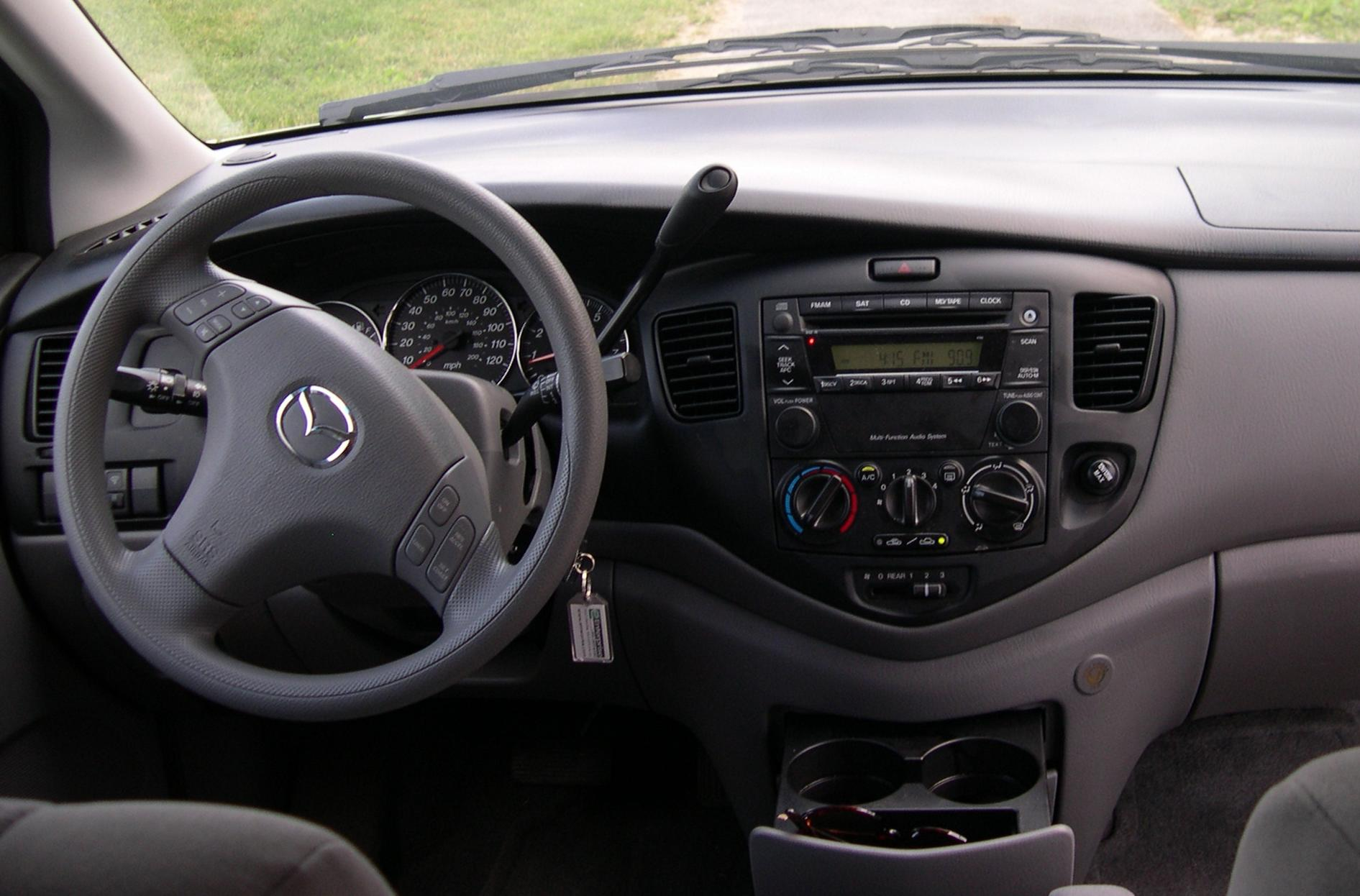
Innenraum

## MPV (2005–2016)
Auf der Tokio Motor Show in Japan wurde im Herbst 2005 die dritte Generation des MPV vorgestellt. In Deutschland und in den USA hingegen wurde der Verkauf des Fahrzeuges damit beendet und durch den kleineren Mazda5 ersetzt. Der MPV der dritten Generation wurde in Japan, China und Hong Kong, Macau, Indonesien, Thailand und Malaysia angeboten. In Hong Kong, Indonesien, Macau und Malaysia wurde er als Mazda8 vermarktet.

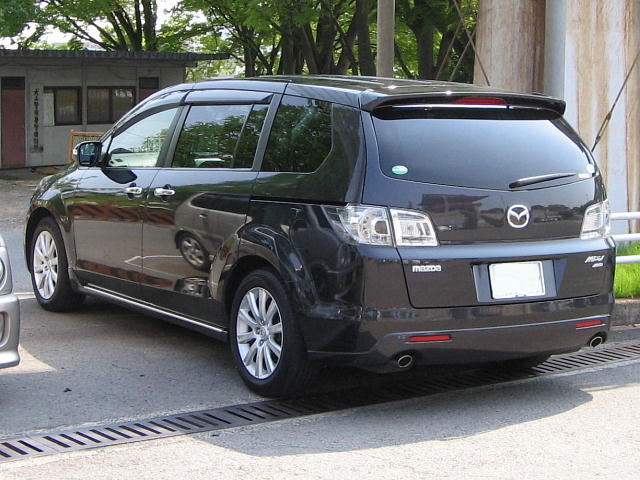
Heckansicht
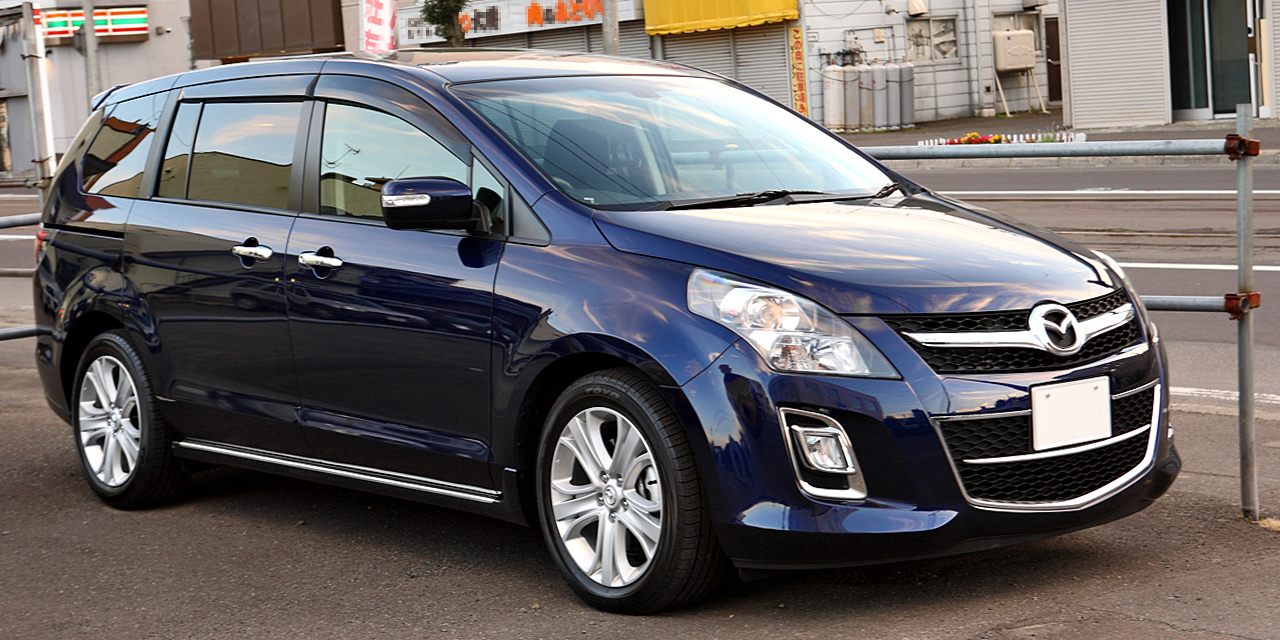
Mazda MPV (2008–2016)
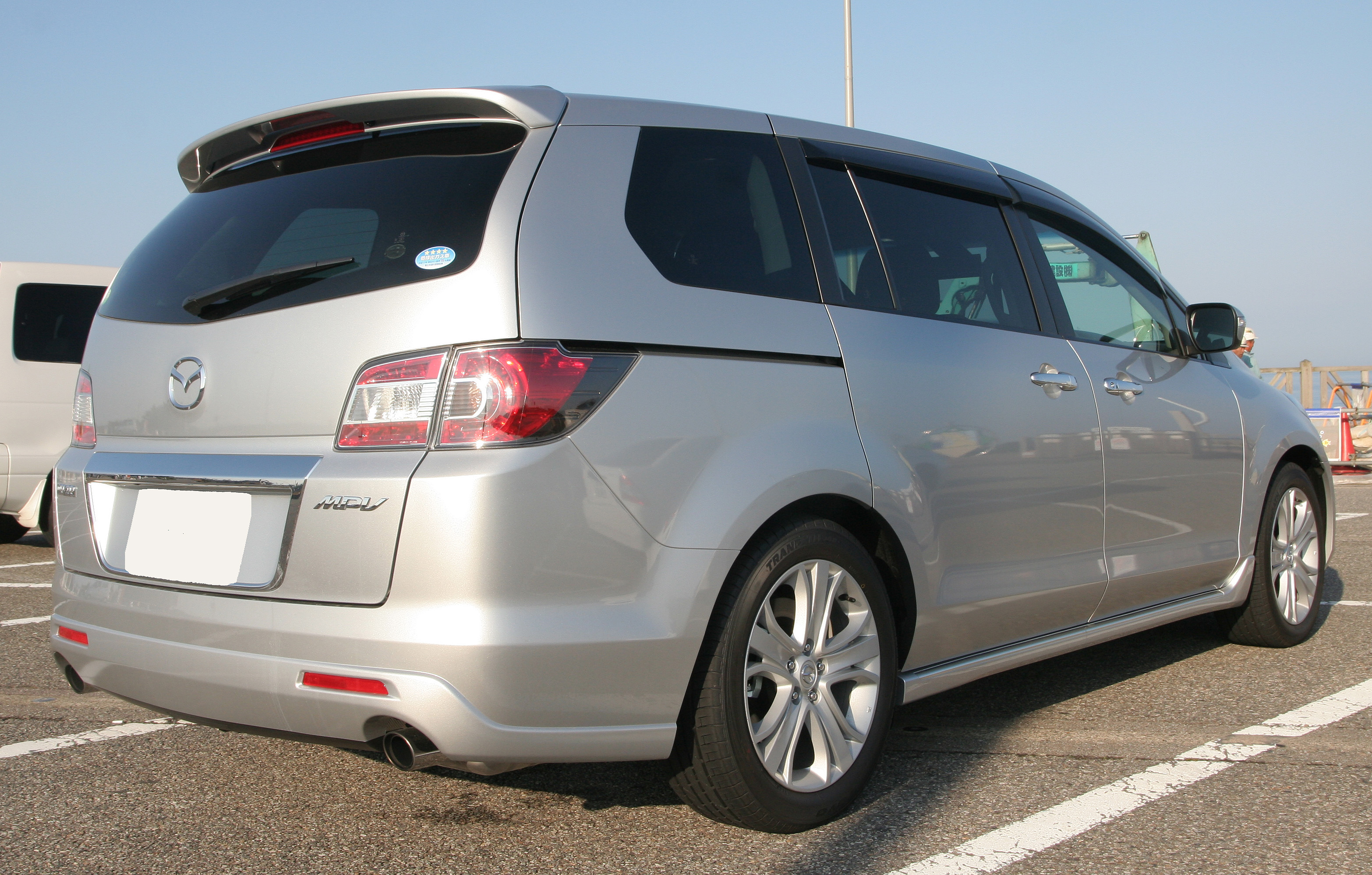
Heckansicht
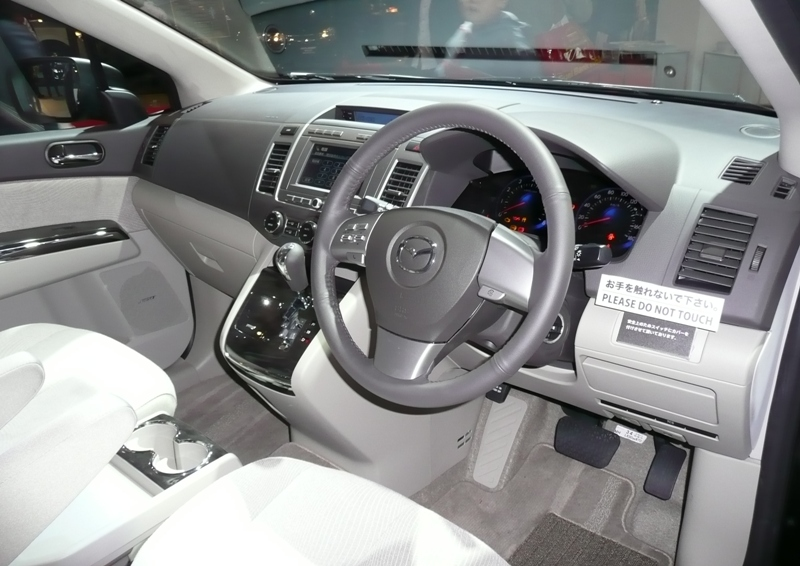
Innenraum